# مسکن در دولت حسن روحانی
مسکن در دولت رئیس‌جمهور حسن روحانی تاکنون در سال ۱۳۹۵ در وضعیت رکودی قرار داشته و پیش‌بینی بازار مسکن سال ۱۳۹۵ نیز نشانی از رونق منجر به افزایش قیمت نمی‌دهد.
البته به دلیل اینکه در دولت آقای روحانی اصلاً مسکنی ساخته نشده‌است میزان ثبات بازار مسکن شاید به دلیل رکود صد در صدی حاصل آن باشد
ایده‌هایی مثل مسکن اجتماعی که هیچ وقت عملی نشد
با توجه به پیروی روند معاملات مسکن در کشور با یک تأخیر فاز از روند معاملات مسکن در تهران، گزارش‌های بانک مرکزی از آمار معاملات مسکن در تهران می‌تواند به عنوان سیگنال پیش‌بینی بازار مسکن مورد استفاده قرار گیرد. این آمار تاکنون نشانی از تغییر در وضعیت کنونی رکود به نمایش نمی‌گذارد.
بنا بر گزارش بانک مرکزی ایران در اردیبهشت ۱۳۹۸ قیمت یک متر مربع زمین زیربنای واحد مسکونی نسبت به اردیبهشت ۱۳۹۷، ۱۱۲ درصد افزایش داشته‌است.

## آمار معاملات مسکن به گزارش بانک مرکزی
| ماه      | معاملات سال ۱۳۹۲ | معاملات سال ۱۳۹۲ | معاملات سال ۱۳۹۳ | معاملات سال ۱۳۹۳ | معاملات سال ۱۳۹۴ | معاملات سال ۱۳۹۴ | معاملات سال ۱۳۹۵ | معاملات سال ۱۳۹۵ |
| ماه      | تعداد            | متوسط قیمت       | تعداد            | متوسط قیمت       | تعداد            | متوسط قیمت       | تعداد            | متوسط قیمت       |
| -------- | ---------------- | ---------------- | ---------------- | ---------------- | ---------------- | ---------------- | ---------------- | ---------------- |
| فروردین  | ---              | ---              | ۷٬۲۲۱            | ۳٬۵۹۸            | ۴٬۹۱۵            | ۳٬۷۳۷            | ۵٬۹۱۸            | ۳٬۹۹۲            |
| اردیبهشت | ---              | ---              | ۲۴٬۱۶۸           | ۳٬۹۰۷            | ۱۴٬۲۶۵           | ۳٬۸۹۸            | ۱۵٬۴۳۱           | ۴٬۰۰۶            |
| خرداد    | ---              | ---              | ۱۷٬۳۰۳           | ۴٬۰۰۸            | ۱۵٬۶۶۱           | ۳٬۸۸۹            | ۱۵٬۵۶۲           | ۴٬۲۱۹            |
| تیر      | ---              | ---              | ۱۴٬۰۴۹           | ۳٬۹۸۵            | ۱۱٬۷۳۲           | ۳٬۸۶۰            | ۱۴٬۹۶۹           | ۴٬۲۲۵            |
| مرداد    | ---              | ---              | ۱۲٬۶۸۳           | ۳٬۹۶۰            | ۱۳٬۰۹۲           | ۳٬۸۵۰            | ---              | ---              |
| شهریور   | ---              | ---              | ۱۵٬۲۴۴           | ۳٬۹۸۶            | ۱۲٬۸۸۴           | ۳٬۹۰۸            | ---              | ---              |
| مهر      | ---              | ---              | ۱۲٬۵۷۶           | ۳٬۸۹۴            | ۱۱٬۵۴۷           | ۳٬۹۲۸            | ---              | ---              |
| آبان     | ---              | ---              | ۱۱٬۳۰۱           | ۳٬۹۳۲            | ۱۲٬۰۵۶           | ۳٬۸۵۳            | ---              | ---              |
| آذر      | ---              | ---              | ۱۳٬۰۰۷           | ۳٬۹۲۵            | ۱۲٬۶۳۸           | ۳٬۸۷۷            | ---              | ---              |
| دی       | ---              | ---              | ۱۵٬۰۴۲           | ۳٬۹۲۵            | ۱۶٬۳۱۸           | ۳٬۸۰۵            | ---              | ---              |
| بهمن     | ۱۴٬۵۷۵           | ۳٬۶۴۸            | ۱۵٬۵۵۹           | ۳٬۹۵۵            | ۱۶٬۴۳۴           | ۳٬۹۱۷            | ---              | ---              |
| اسفند    | ۱۶٬۴۰۶           | ---              | ۱۴٬۳۵۳           | ۴٬۰۵۳            | ۱۳٬۱۳۹           | ۴٬۲۱۲            | ---              | ---              |
| سالانه   | ۱۲۱٬۴۷۰          | ۳٬۷۲۱            | ۱۷۲٬۵۰۶          | ۳٬۹۲۷            | ۱۵۴٬۶۸۱          | ۳٬۸۹۴            | ---              | ---              |

قیمت به هزار تومان

## وام مسکن

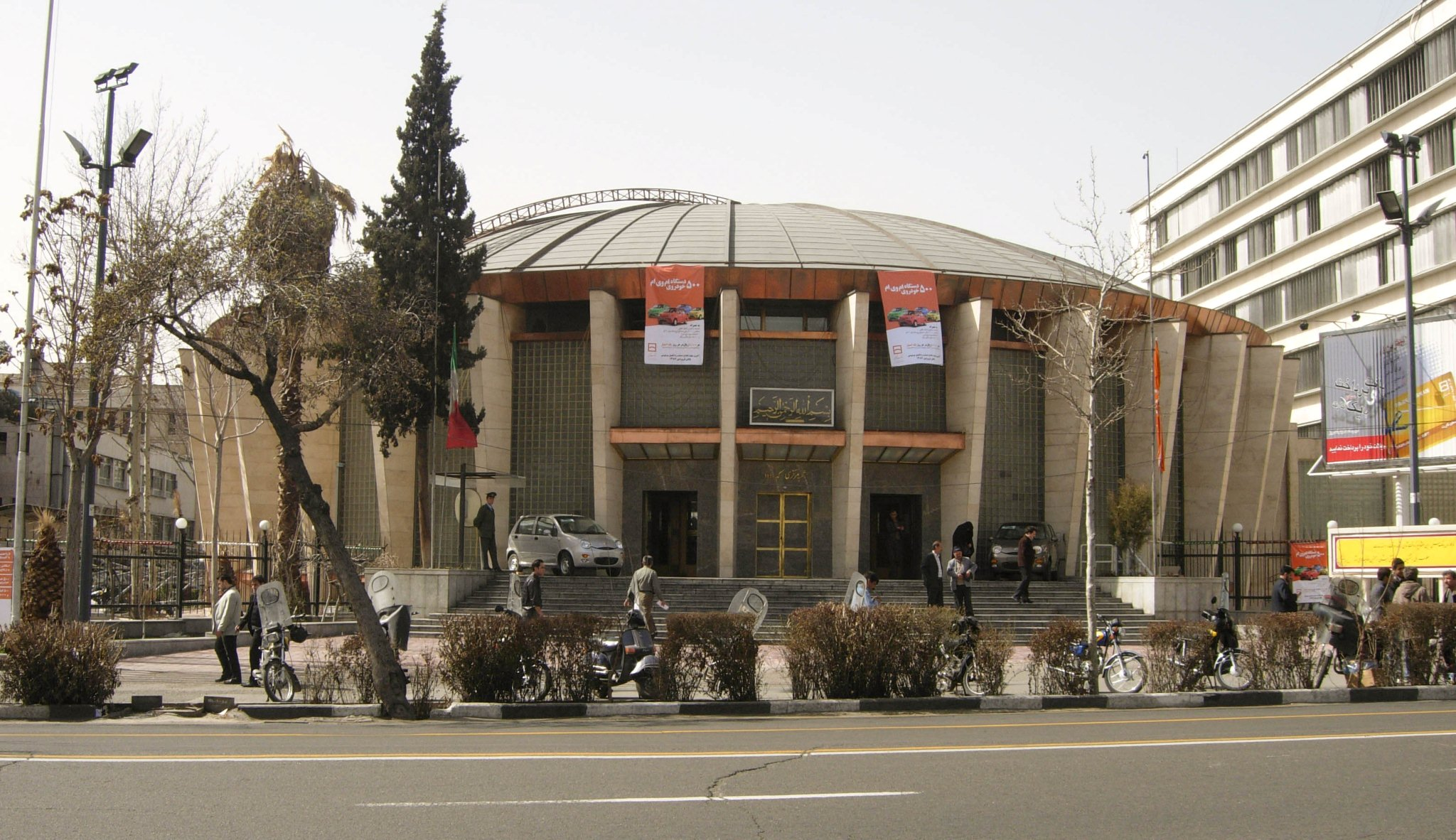
شعبه مرکزی بانک مسکن در تهران

با مد نظر قرار گرفتن شرائط رکودی اقتصاد و مسکن و پیش‌فرض موتور محرک بودن بخش مسکن برای اقتصاد ایران، شورای پول و اعتبار برای تحرک اقتصادی در چند مقطع تصمیم به افزایش وام مسکن گرفت. در ۱۷ دی ۱۳۹۲ سقف تسهیلات ساخت و خرید مسکن از محل اوراق گواهی حق تقدم استفاده از تسهیلات مسکن بانک مسکن به مبلغ ۳۵۰ میلیون ریال و تسهیلات جعاله تعمیر و تکمیل واحد مسکونی تا سقف مبلغ ۱۰۰ میلیون ریال افزایش یافت. مبلغ این تسهیلات برای زوج‌های جوانی که تاریخ ازدواج آن‌ها بعد از این مصوبه باشد نیز ۵۰۰ میلیون ریال تعیین گردید. در ۱۵ دی ۱۳۹۳ تسهیلات مسکن مهر و تسهیلات انتقالی از سازنده به خریدار از مبلغ ۲۵۰ به ۳۰۰ میلیون ریال افزایش یافت، برای ساخت واحدهای مسکونی بافت فرسوده مبلغ ۵۰۰، ۴۰۰ و ۳۰۰ میلیون ریال به ترتیب برای کلان‌شهرها، مراکز استان و شهرهای با جمعیت بالای ۲۰۰ هزار نفر و سایر شهرها و ودیعه مسکن تا مبلغ حداکثر ۲۰۰ میلیون ریال تصویب شد. در ۲۹ اردیبهشت ۱۳۹۴ از محل حساب صندوق پس‌انداز مسکن یکم، خانه اولی‌ها با سپرده‌گذاری حداقل یکساله و هر شش ماه یک برابر متوسط موجودی، قادر شدند در شهر تهران، شهرهای بالای ۲۰۰ هزار نفر و سایر مناطق شهری به ترتیب به میزان ۸۰۰، ۶۰۰ و ۴۰۰ میلیون ریال تسهیلات خرید مسکن با نرخ ۱۴ درصد ۱۲ ساله دریافت کنند. بانک‌ها نیز مجوز پرداخت تسهیلات خرید مسکن در شهر تهران، شهرهای بالای ۲۰۰ هزار نفر و سایر مناطق شهری به ترتیب به میزان ۶۰۰، ۵۰۰ و ۴۰۰ میلیون ریال را دریافت نمودند که بانک مسکن این تسهیلات را از محل اوراق گواهی حق تقدم استفاده از تسهیلات مسکن با نرخ ۱۸٬۵ درصد اجرا نمود. در ۱۱ اسفند ۱۳۹۴ زوج‌های جوان مجوز دریافت ۲ فقره وام بر روی یک پلاک را دریافت نمودند که مبلغ وام برای آن‌ها از محل حساب صندوق پس‌انداز مسکن یکم به ۲ برابر و با نرخ ۱۳ درصد و از محل اوراق گواهی حق تقدم استفاده از تسهیلات مسکن در شهر تهران، شهرهای بالای ۲۰۰ هزار نفر و سایر مناطق شهری به ترتیب به میزان ۱۰۰۰، ۸۰۰ و ۶۰۰ میلیون ریال با نرخ ۱۷٬۵ درصد افزایش یافت. در اردیبهشت سال ۱۳۹۶، میانگین قیمت هر فقره اوراق مسکن در سطح ۷۱ هزار تومان قرار گرفت و باعث ثبت رکورد پایین‌ترین ارزش معاملاتی اوراق پس از ۱۸ ماه شد.
با توجه به بالا بودن مبلغ اقساط و پایین بودن سطح درآمدها نسبت به آن و تعداد کمتر از ۳۵ هزار سپرده‌گذاری انجام شده در صندوق پس‌انداز مسکن یکم در مدت ۹ ماهه اول طرح به نظر نمی‌رسد رونق آنچنانی در معاملات مسکن رخ دهد که باعث بروز افزایش قیمتی انفجاری در سال ۱۳۹۵ گردد.
در اردیبهشت ۱۳۹۶، مصوبه جدید شورای پول و اعتبار ابلاغ گردید. طبق این مصوبه، وام خرید مسکن مجردها از ۷۰ به ۹۰ میلیون تومان افزایش یافته‌است. به این ترتیب وام ۷۰ میلیونی گذشته که شامل ۶۰ میلیون تومان وام خرید و ۱۰ میلیون تومان وام جعاله بود، اکنون شامل ۶۰ میلیون تومان وام خرید، ۲۰ میلیون تومان جعاله و ۱۰ میلیون تومان وام اضافه بدون نیاز به خرید اوراق و سپرده‌گذاری است. بر این اساس ارزش اسمی این وام بدون لحاظ هزینه خرید اوراق تسهیلات برای برخورداری از حق تقدم استفاده از وام، در جریان تبدیل شدن از ۷۰ به ۹۰ میلیون تومان ۲۸ درصد افزایش یافته‌است. در عین حال با کسر هزینه خرید اوراق – با توجه به اینکه اکنون میانگین قیمت روزانه به حدود ۷۵ هزار تومان رسیده‌است – ارزش واقعی این وام ۷۸ میلیون تومان است که نسبت به ارزش واقعی وام ۷۰ میلیونی، با رشد ۳۰ درصدی همراه شده‌است.